# Município de Paint (condado de Holmes, Ohio)
O município de Paint (em inglês: Paint Township) é um município localizado no condado de Holmes no estado estadounidense de Ohio. No ano de 2010 tinha uma população de 4.134 habitantes e uma densidade populacional de 55,13 pessoas por km².

## Geografia
O município de Paint encontra-se localizado nas coordenadas 40° 37′ 55″ N, 81° 42′ 32″ O. Segundo a Departamento do Censo dos Estados Unidos, o município tem uma superfície total de 74.98 km², da qual 74,81 km² correspondem a terra firme e (0,22 %) 0,17 km² é água.

## Demografia
Segundo o censo de 2010, tinha 4.134 habitantes residindo no município de Paint. A densidade populacional era de 55,13 hab./km². Dos 4.134 habitantes, o município de Paint estava composto pelo 99,42 % brancos, o 0,1 % eram afroamericanos, o 0,07 % eram amerindios, o 0,05 % eram asiáticos, o 0,22 % eram de outras raças e o 0,15 % eram de uma mistura de raças. Do total da população o 0,44 % eram hispanos ou latinos de qualquer raça.